# Resolució 125 del Consell de Seguretat de les Nacions Unides
La Resolució 125 del Consell de Seguretat de les Nacions Unides, aprovada el 5 de setembre de 1957 després d'examinar l'aplicació de la Federació Malaia (actualment Malàisia) per a ser membre de les Nacions Unides, el Consell va recomanar a l'Assemblea general que la Federació Malaia fos admesa.